# Ring the Alarm Pt. 1, Pt. 2, Pt. 3
Ring the Alarm Pt. 1, Pt. 2, Pt. 3 è un singolo del gruppo musicale statunitense Black Eyed Peas, pubblicato il 18 maggio 2018 come primo estratto dal settimo album in studio Masters of the Sun Vol. 1.

## Descrizione
Suddiviso in tre parti, il brano affonda le proprie origini tra il 2013 e il 2014 ed è stato composto a seguito delle numerose sparatorie della polizia avvenute in quel periodo negli Stati Uniti d'America (in particolar modo l'omicidio di Michael Brown avvenuto a Ferguson), criticate dal gruppo nel testo.
Il ritornello del brano è interamente cantato da un'artista sconosciuta, rivelatasi in seguito Jessica Reynoso, divenuta componente ufficiale della formazione due anni più tardi.

## Video musicale
Il video, pubblicato nello stesso giorno di uscita del singolo, mostra i tre membri del gruppo in divisa militare all'interno di una società totalitaria e piena di armi.

## Tracce
Testi e musiche di will.i.am, Apl.de.ap, Taboo, Rita Ekwere, Jean-Baptiste, Joshua "Mooky" Alvarez e DJ Motiv8.
Download digitale
1. Ring the Alarm Pt. 1, Pt. 2, Pt. 3 – 5:58

CD promozionale (Francia)
1. Ring the Alarm Pt. 1, Pt. 2, Pt. 3 – 5:58
2. Ring the Alarm Pt. 1, Pt. 2, Pt. 3 (Radio Edit)

## Formazione
Hanno partecipato alle registrazioni, secondo le note riportate sul sito ufficiale dei Black Eyed Peas:
Gruppo
- will.i.am – voce, Rhodes, batteria
- Apl.de.ap – voce
- Taboo – voce

Altri musicisti
- Josh Lopez – chitarra
- Jessica Reynoso – voce

Produzione
- will.i.am – produzione esecutiva, direzione artistica, registrazione, ingegneria del suono, produzione, tracker
- Dylan "3-D" Dresdow – coordinazione alla produzione, registrazione, ingegneria del suono, missaggio, mastering, tracker
- Padraic "Padlock" Kerin – coordinazione alla produzione, registrazione, ingegneria del suono
- Eddie Axley – direzione artistica, design logo, grafica
- Cody Achter – design logo, grafica
- Po Shao Wang – grafica
- Monika Arechavala – grafica
- Josh Ramos – coordinazione aggiuntiva alla produzione
- DJ Motiv8 – produzione